# Любомировка (Казанковский район)
Любомировка (укр. Любомирівка) — село в Казанковском районе Николаевской области Украины.
Основано в 1921 году. Население по переписи 2001 года составляло 72 человека. Почтовый индекс — 56030. Телефонный код — 5164. Занимает площадь 0,3 км².

## Местный совет
56030, Николаевская обл., Казанковский р-н, с. Весёлая Балка, ул. Мира, 4